# Molophilus chloris
Molophilus chloris är en tvåvingeart som beskrevs av Alexander 1930. Molophilus chloris ingår i släktet Molophilus och familjen småharkrankar. Inga underarter finns listade i Catalogue of Life.